# 加藤乙三郎
加藤 乙三郎 （かとう おとさぶろう、1904年（明治37年）7月10日　- 1987年（昭和62年）9月17日）は、日本の実業家。中部電力会長・電気事業連合会会長・中部経済連合会会長を歴任。従三位勲一等瑞宝章。

## 略歴
1904年（明治37年）7月10日、岐阜県多治見市に生まれる。1927年（昭和2年）、法政大学経済学部を卒業し、中部配電に入社する。
経理部長、副社長を経て、1962年（昭和37年）藍綬褒章受章、1969年（昭和44年）に中部電力社長に就任する。のち会長、相談役に就任する。
1971年（昭和46年）に電気事業連合会会長 （-1977年（昭和52年））、1977年（昭和52年）中部圏開発整備審議会委員、1978年（昭和53年）に勲一等瑞宝章受章、1979年（昭和54年）に中部経済連合会会長（-1981年（昭和57年））に就任する。
1987年（昭和62年）9月17日に死去、83歳。従三位。

## 家族
父は多治見電灯所創立者の初代加藤乙三郎。なお、乙三郎の襲名前の名は輝三郎。　